# 자연지리학
자연지리학(自然地理學, 영어: physical geography)은 지리학의 세 가지 주요 분야 중 하나이다. 자연지리학은 대기, 수권, 생물권, 지권과 같은 자연 환경의 과정과 패턴을 다루는 자연과학의 한 분야이다. 이러한 초점은 건축 환경에 초점을 맞추는 인문지리학과 대비되며, 공간 정보를 얻고, 분석하고, 해석하고, 이해하기 위한 도구의 사용, 연구 및 생성에 초점을 맞추는 기술 지리학과도 대비된다. 하지만 세 분야는 상당한 중첩을 보인다.

## 하위 분야

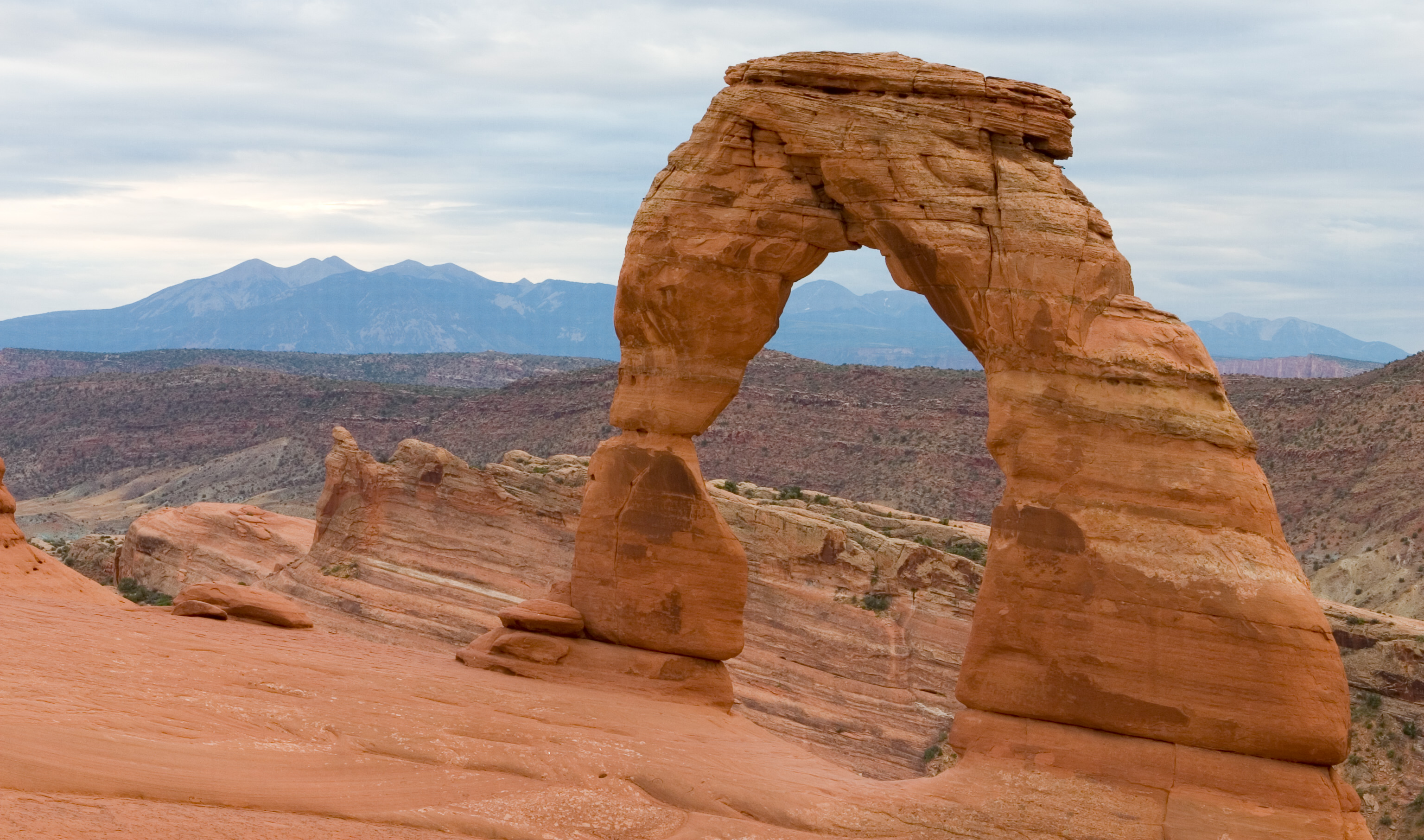
천연교

사행천 형성

자연지리학은 다음과 같이 여러 분야 또는 관련 분야로 나눌 수 있다.
- 지형학[6][7]은 지구의 표면과 현재는 물론 과거에 걸쳐 형성되는 과정을 이해하는 데 중점을 둔다. 지형학은 사막 지형학 및 하천 지형학과 같이 다양한 환경의 특정 지형을 다루는 여러 하위 분야를 가지고 있지만, 이러한 하위 분야는 주로 지각적 또는 기후적 과정과 같은 핵심 원인 과정에 의해 통합된다. 지형학은 현장 관찰, 물리적 실험 및 수치 모델링(지형공간학)의 조합을 통해 지형의 역사와 역동성을 이해하고 미래 변화를 예측하고자 한다. 지형학의 초기 연구는 토양학의 두 주요 분야 중 하나인 토양학의 기초가 된다.

- 수문학[6][7]은 주로 지표면과 지표면 근처의 토양 및 암석에서 이동하고 축적되는 물의 양과 질에 관련되며, 수문학적 순환이 특징적이다. 따라서 이 분야는 강, 호수, 대수층, 그리고 어느 정도는 빙하에 있는 물을 포함하며, 이들 수역과 관련된 과정과 역동성을 조사한다. 수문학은 역사적으로 공학과 중요한 관련이 있었기 때문에 연구에 있어 주로 정량적인 방법을 개발해왔다. 그러나 지구과학 측면도 가지고 있으며 시스템 접근 방식을 포괄한다. 대부분의 자연지리학 분야와 마찬가지로, 육수학 및 생태수문학과 같이 특정 수역 또는 다른 영역과의 상호작용을 연구하는 하위 분야를 가지고 있다.
- 빙하학은 빙하와 빙상 또는 더 일반적으로 빙권 또는 얼음과 얼음 관련 현상에 대한 연구이다. 빙하학은 후자(빙상)를 대륙 빙하로, 전자(빙하)를 고산 빙하로 분류한다. 이 분야의 연구는 빙상과 빙하의 역학에 대한 연구와 유사하지만, 전자는 빙상이 현재 기후와 어떻게 상호작용하는지에 중점을 두는 경향이 있고, 후자는 빙하가 경관에 미치는 영향에 중점을 둔다. 빙하학은 또한 눈 (날씨) 수문학 및 빙하 지질학과 같이 빙상과 빙하에 관련된 요인과 과정을 조사하는 광범위한 하위 분야를 가지고 있다.
- 생물지리학[6][7]은 종 분포의 지리적 패턴과 이러한 패턴을 야기하는 과정을 다루는 과학이다. 생물지리학은 앨프리드 러셀 월리스의 연구 결과로 연구 분야로 부상했지만, 20세기 후반까지는 주로 역사적인 관점과 서술적인 접근 방식으로 여겨졌다. 창립 이래 이 분야의 주요 자극은 진화, 판 구조론, 그리고 섬 생물지리학 이론이었다. 이 분야는 크게 다섯 가지 하위 분야로 나눌 수 있다: 섬 생물지리학, 고생물지리학, 계통지리학, 동물지리학, 그리고 식물지리학.
- 기후학[6][7]은 장기간에 걸쳐 평균화된 기상 조건으로 과학적으로 정의되는 기후에 대한 연구이다. 기후학은 미세(지역) 및 거시(전지구) 기후의 본질과 이에 미치는 자연적 및 인위적 영향을 모두 조사한다. 이 분야는 또한 주로 다양한 지역의 기후와 특정 현상 또는 기간에 대한 연구(예: 열대 사이클론 강우 기후학 및 고기후학)로 세분화된다.
- 토양 지리학은 대지 (지형) 전반에 걸친 토양 분포를 다룬다. 지리학과 토양학 사이의 이 학문은 자연지리학과 농림토양학 모두에 중요하다.[8][9][10] 토양학은 자연 환경에서 토양을 연구하는 학문이다. 그것은 토양생성, 토양형태학, 토양분류를 다룬다. 토양 지리학은 지지학, 기후(물, 공기, 온도), 토양 생물(미생물, 식물, 동물) 및 토양 내 광물질(생물지구화학적 순환)과 관련하여 토양의 공간 분포를 연구한다.
- 고지리학[6]은 층서 기록에 보존된 물질을 조사하여 지질 시대 동안 대륙의 분포를 결정하는 다학제적 연구이다. 대륙 위치에 대한 거의 모든 증거는 화석 또는 고지자기학 형태의 지질학에서 나온다. 이러한 데이터의 사용은 대륙 이동설, 판 구조론, 그리고 초대륙에 대한 증거를 제공했다. 이는 다시 윌슨 주기와 같은 고지리학 이론을 뒷받침했다.
- 해안 지리학은 해양과 육지 사이의 동적 상호작용을 연구하며, 해안의 물리 지리학(즉, 해안 지형학, 지질학, 해양학)과 인문 지리학을 모두 포함한다. 이는 해안의 풍화 과정, 특히 파도 작용, 퇴적물 이동 및 풍화, 그리고 인간이 해안과 상호작용하는 방식을 이해하는 것을 포함한다. 해안 지리학은 주로 지형학적 연구를 수행하지만, 해안 지형뿐만 아니라 해수면 변화의 원인과 영향도 다룬다.
- 해양학[6]은 지구의 대양과 바다를 연구하는 자연지리학의 한 분야이다. 해양 생물 및 생태계 역학(생물 해양학); 해류, 파도 및 지구 물리학적 유체 역학(물리해양학); 판 구조론 및 해저 지질학(지질 해양학); 해양 내 및 경계를 통한 다양한 화학 물질 및 물리적 특성의 흐름(화학 해양학)을 포함한 광범위한 주제를 다룬다. 이러한 다양한 주제는 해양학자들이 세계 해양에 대한 지식을 증진하고 그 안의 과정을 이해하기 위해 혼합하는 여러 분야를 반영한다.
- 제4기 연구[7]는 지난 260만 년을 포함하는 제4기에 초점을 맞춘 학제 간 연구 분야이다. 이 분야는 마지막 빙하기와 최근의 간빙기인 홀로세를 연구하며, 이 기간 동안 발생한 기후 및 환경 변화를 추론하기 위해 과거 환경을 재구성하는 대리 증거를 사용한다.
- 경관생태학은 생태학과 지리학의 하위 분야로, 경관의 공간적 변이가 환경 내 에너지, 물질, 개체의 분포 및 흐름과 같은 생태학적 과정에 어떻게 영향을 미치는지(이는 다시 울타리와 같은 경관 "요소" 자체의 분포에 영향을 미칠 수 있음)를 다룬다. 이 분야는 주로 독일 지리학자 카를 트롤에 의해 지원되었다. 경관생태학은 일반적으로 응용 및 전체론적 맥락에서 문제를 다룬다. 생물지리학과 경관생태학의 주요 차이점은 후자가 에너지와 물질의 흐름이 어떻게 변화하고 경관에 미치는 영향에 관심을 갖는 반면, 전자는 종과 화학적 순환의 공간적 패턴에 관심을 갖는다는 점이다.
- 지리정보학은 지리 정보, 즉 공간 참조 정보를 수집, 저장, 처리 및 제공하는 분야이다. 지리정보학은 측지학(지구, 그 중력장 및 지각 운동, 해양 조수, 극 운동과 같은 기타 지구역학적 현상의 측정 및 표시에 관련된 과학 분야), 지도학, 지리정보과학 및 원격탐사(물체 또는 현상과 물리적으로 또는 긴밀하게 접촉하지 않는 기록 장치 또는 실시간 감지 장치를 사용하여 물체 또는 현상의 단거리 또는 대규모 정보를 얻는 것)를 포함한다.
- 환경지리학은 인간과 자연 세계 간의 상호작용의 공간적 측면을 분석하는 지리학의 한 분야이다. 이 분야는 인문지리학과 자연지리학 사이의 간극을 연결하며, 따라서 지질학, 기상학, 수문학, 생물지리학, 지형학의 역동성뿐만 아니라 인간 사회가 환경을 개념화하는 방식을 이해해야 한다. 이 분야는 이전에 환경 결정론과 같은 이론으로 사회와 환경을 연결하며 현재보다 연구에서 더 가시적이었지만, 주로 환경 관리 또는 인위적 영향 연구의 영역이 되었다.

## 저널 및 문헌
자연지리학 및 지구과학 저널은 대학 및 다양한 기타 연구 기관에서 수행된 연구 결과를 소통하고 기록한다. 대부분의 저널은 특정 분야를 다루고 해당 분야 내의 연구를 출판하지만, 인문지리학자와는 달리 자연지리학자는 주로 지리학 저널보다는 학제 간 저널에 출판하는 경향이 있다. 연구는 일반적으로 과학 논문 형태로 표현된다. 또한, 지리학에 관한 교과서, 서적, 잡지는 일반인에게 연구를 전달하지만, 이러한 것들은 환경 문제 목록 또는 문화적 딜레마에 초점을 맞추는 경향이 있다. 자연지리학자들이 논문을 발표하는 저널의 예로는 《The Professional Geographer》, 《Journal of Maps》, 《Earth Surface Processes and Landforms》, 《Natural Hazards and Earth System Sciences》, 그리고 《네이처》가 있다.

## 학문의 역사적 발전
그리스 고전 시대에 과학으로서 지리학이 탄생한 이래 19세기 후반에 인문지리학이 탄생하기 전까지 지리학은 거의 전적으로 자연과학, 즉 알려진 세계의 모든 장소에 대한 위치 연구 및 기술 지명 사전이었다. 이 긴 기간 동안 가장 잘 알려진 여러 저작들이 예를 들어 언급될 수 있는데, 고대에는 스트라본(지리학), 에라토스테네스(지리학), 또는 디오니시우스 페리에게테스(Periegesis Oiceumene)의 작품들이 있다. 현대에 들어서는 16세기 초 마르틴 페르난데스 데 엔시소의 《Suma de Geographia》에서 신세계를 처음으로 언급하며 지리학을 물리 및 자연과학으로 간주한 19세기 알렉산더 폰 훔볼트의 《코스모스》와 같은 작품들이 있다.
18세기와 19세기 동안, 제임스 허턴 지지자들(동일과정설)과 조르주 퀴비에 지지자들(격변설) 사이에서 지질학으로부터 수출된 논쟁은 지리학 분야에 강하게 영향을 미쳤는데, 당시 지리학은 자연과학이었기 때문이다.
19세기의 두 가지 역사적 사건은 자연지리학의 발전에 큰 영향을 미쳤다. 첫 번째는 산업 혁명 기간 동안 산업에 필요한 원자재를 찾아 아시아, 아프리카, 오스트레일리아, 심지어 미국에 이르는 유럽의 식민지 확장이었다. 이는 식민 강대국의 대학에 지리학과를 설립하고 국립 지리학회의 탄생 및 발전을 촉진하여 호라시오 카펠(Horacio Capel)이 지리학의 제도화라고 명명한 과정을 야기했다.
시베리아 탐험이 그 예시이다. 18세기 중반, 많은 지리학자들이 북극 시베리아 지역에서 지리 조사를 수행하기 위해 파견되었다. 이들 중 러시아 지리학의 시조로 여겨지는 미하일 로모노소프가 있다. 1750년대 중반, 로모노소프는 시베리아 연구를 수행하기 위해 과학 아카데미 지리학과에서 일하기 시작했다. 그들은 토양의 유기적 기원을 보여주었고 얼음의 움직임에 대한 포괄적인 법칙을 개발하여 지리학의 새로운 분야인 빙하학을 창립했다. 1755년 그의 주도로 모스크바 대학교가 설립되었고, 그는 그곳에서 지리학 연구와 지리학자 양성을 추진했다. 1758년 그는 과학 아카데미 지리학과장으로 임명되었고, 이 자리에서 러시아의 가장 중요한 장기 탐험과 지리 연구를 위한 지리 조사 작업 방법론을 개발했다.
러시아 학파의 공헌은 그의 제자들을 통해 더욱 빈번해졌고, 19세기에는 "영토의 포괄적 분석 원리"와 "러시아 체르노젬"과 같은 중요한 업적을 수행한 바실리 도쿠차예프와 같은 위대한 지리학자들이 있었다. 후자에서 그는 단순한 지질학적 층과는 다른 토양의 지리적 개념을 도입하여 토양학이라는 새로운 지리 연구 분야를 발견했다. 기후학 또한 블라디미르 쾨펜의 러시아 학파로부터 강한 추진력을 받았는데, 그의 주요 공헌인 기후 분류는 오늘날에도 유효하다. 그러나 이 위대한 지리학자는 그의 저서 "지질 시대의 기후"를 통해 고지리학에도 기여했으며, 이 저서는 고기후학의 아버지로 간주된다. 이 시기에 이 분야에 크게 공헌한 러시아 지리학자로는 N. M. 시비르체프, 표트르 세묘노프, 콘스탄틴 글린카, 네우스트라예프 등이 있다.
두 번째 중요한 과정은 19세기 중반 찰스 다윈의 진화론(동물학자로서의 학문적 훈련을 받았고 다윈의 사상을 추종했던 프리드리히 라첼의 연구에 결정적인 영향을 미쳤다)으로, 이는 생물지리학 발전에 중요한 원동력이 되었다.
19세기 후반과 20세기 초반에 일어난 또 다른 주요 사건은 미국에서 발생했다. 윌리엄 모리스 데이비스는 자신의 나라에 학문 확립에 중요한 공헌을 했을 뿐만 아니라, 침식 윤회론을 발전시켜 지리학 전반의 패러다임으로 제시함으로써 이 분야를 혁신했다. 비록 실제로는 자연지리학의 패러다임 역할을 했지만 말이다. 그의 이론은 산과 다른 지형이 주기적으로 나타나는 요인에 의해 형성된다고 설명했다. 그는 순환이 지질학적 과정(단층, 화산 활동, 지각 융기 등)에 의한 지형의 융기로 시작된다고 설명했다. 강과 유출수와 같은 요인들은 산들 사이에 V자형 계곡을 만들기 시작한다("청년기"라고 불리는 단계). 이 첫 번째 단계 동안 지형은 더 가파르고 불규칙하다. 시간이 지남에 따라 흐름은 더 넓은 계곡을 파낼 수 있고("성숙기"), 그 다음에는 언덕만 남은 채 구불구불해지기 시작한다("노년기"). 마지막으로 모든 것이 가장 낮은 고도에서 평평한 평야(이것은 "기본 고도"라고 불린다)에 도달한다. 이 평야는 데이비스에 의해 "준평원", 즉 "거의 평야"라고 불렸다. 그 다음에는 하천 회춘이 일어나 또 다른 산 융기가 발생하고 순환이 계속된다.
데이비스의 이론이 전적으로 정확하지는 않지만, 당시에는 절대적으로 혁신적이고 독특했으며, 지리학의 하위 분야인 지형학을 현대화하고 창조하는 데 도움이 되었다. 그 시사점은 자연지리학의 다양한 분야에서 수많은 연구를 촉발했다. 고지리학의 경우, 이 이론은 경관 진화를 이해하는 모델을 제공했다. 수문학, 빙하학, 기후학의 경우, 지리적 요인이 경관을 형성하고 순환에 영향을 미치는 방법을 연구하는 데 박차를 가했다. 윌리엄 모리스 데이비스의 연구 대부분은 자연지리학의 새로운 분야인 지형학의 발전으로 이어졌는데, 그 내용은 그때까지 나머지 지리학과 다르지 않았다. 얼마 지나지 않아 이 분야는 크게 발전할 것이다. 그의 제자들 중 일부는 커티스 마벗(Curtis Marbut)의 토양학에 대한 귀중한 유산, 마크 제퍼슨, 이사야 보우먼(Isaiah Bowman) 등 자연지리학의 다양한 분야에 상당한 공헌을 했다.

## 분야
- 고지리학
- 기후학
- 생물지리학
- 수문학
- 지형학
- 측지학
- 경관생태학
- 해안지리학
- 토양지리학

## 같이 보기
- 지구 대기권
- 환경과학
- 환경 연구
- 지리정보과학
- 지리 정보 시스템
- 지구물리학
- 지리통계학
- GPS
- 행성과학
- 월리학